# Rhypholophus suffumatus
Rhypholophus suffumatus là một loài ruồi trong họ Limoniidae. Chúng phân bố ở miền Tân bắc.